# بير هنري بورك
بير هنري بورك (بالنرويجية: Per Henry Borch)‏ (ولد في 1970م في أوليسوند) هو منتج أفلام من النرويج.

## وصلات خارجية
- بير هنري بورك على موقع IMDb (الإنجليزية)
- بير هنري بورك على موقع قاعدة بيانات الفيلم (الإنجليزية)